# (1445) Konkolya
(1445) Konkolya ist ein Asteroid des Hauptgürtels, der am 6. Januar 1938 von dem ungarischen Astronomen György Kulin am Konkoly-Observatorium in Budapest entdeckt wurde.
Benannt ist der Asteroid nach Nicolaus Thege von Konkoly, dem Gründer des Ó-Gyalla-Observatoriums, des heutigen Geomagnetischen Observatoriums in der Slowakei.